# Folgenminderungsstrategie
In der Epidemiologie ist die Folgenminderungsstrategie (englisch mitigation) eine Strategie, bei der versucht wird, nachdem die Eindämmung der Krankheit nicht gelungen ist, die Ausbreitungsgeschwindigkeit der Krankheit durch unterschiedliche nicht-pharmazeutische Maßnahmen des Infektionsschutzes im Rahmen einer Massenquarantäne, wie die Schließung von Geschäften, Bildungseinrichtungen und öffentlicher Einrichtungen, Versammlungsverbote, Ausgangssperren etc. zu verlangsamen.

## Beschreibung der Strategie
Wenn die zunehmende Ausbreitung der Krankheit in der Bevölkerung so groß wird, dass gezielte Maßnahmen zum Schutz der besonders verletzlichen Gruppen nicht mehr möglich zu sein scheinen, dann werden vermehrt Schutzmaßnahmen eingesetzt, die auf Folgeminderung zielen. Das Ziel der Folgenminderungsstrategie ist, negative Auswirkungen auf die Bevölkerung und das soziale Leben möglichst gering zu halten. Durch Verlangsamung der Infektionsraten soll eine Überlastung des Gesundheitssystems infolge der Häufung von schweren Krankheitsverläufen und Krankheitsspitzen vermieden werden.